# Akonolinga
Akonolinga  este un oraș  în partea de sud a Camerunului, în  provincia Centru, pe râul Nyong.